# マイケル・レッド
マイケル・ウェズリー・レッド（Michael Wesley Redd, 1979年8月24日 - ）は、アメリカ合衆国オハイオ州コロンバス出身の元バスケットボール選手。NBAのミルウォーキー・バックスなどで活躍した。ポジションはシューティングガード。サウスポー。

## 来歴
大学はオハイオ州立大学でプレイ。大学での通算アベレージは19.6得点6.2リバウンド。1年目のシーズンには平均21.9得点を記録している。
オハイオ州立大学では3年プレーした後、2000年のNBAドラフトにアーリーエントリーし、ミルウォーキー・バックスから指名を受けてNBA入りした。大学時代はスター選手として活躍していたが、ドラフトでは2巡目全体43位という大変に低い評価だった。
ルーキーイヤーの2000-01シーズン、レッドは僅か6試合しか出場機会を与えられなかった。ドラフト下位指名者のルーキーにとってはNBAでの生き残りさえ危ぶまれる数字だったが、レッドはここから這い上がり、ドラフト時の評価を覆す活躍を見せるようになる。2年目の2001-02シーズン、レッドはエーススコアラーのレイ・アレンの控えとして貴重な役割を果たし、平均得点を二桁に乗せ、得意の3ポイントシュートの成功率は44.4%を記録し、いきなりリーグ8位にランクされた。2002-03シーズンには、15.1得点を挙げる貴重な選手となり、3ポイントシュート成功率はリーグ2位にまで上昇する。
そして2003-04シーズン、バックスはアレンやサム・キャセールなど主力選手を大量に放出し、レッドはエースの大任を任せられることになった。レッドはチームの期待に応え、21.7得点を挙げる強力なシューターとなり、自身初のNBAオールスターゲーム出場を果たした。因みにレッドがこの年のオールスターゲームに出場して以降、2017年にヤニス・アデトクンボがファン投票で選出されるまで、バックスからオールスターゲームのメンバーに選出された選手は現れなかった。さらに同シーズン、オールNBAサードチームにも選出された。04-05シーズンは、自己最高の平均得点を挙げた（23.0得点）。2004-05シーズン終了後、チームと大型契約を結び、ますますエースとしての責任感が問われることになった。
2005-06シーズンも自己最高の平均得点を記録(25.4得点)し、プロ入り以来5年連続で平均得点を伸ばした。また、チーム史上2人目となる1シーズンで2,000得点以上(2,028得点)を記録した（1人目はカリーム・アブドゥル＝ジャバー）。プレイオフでは1回戦でデトロイト・ピストンズに1勝4敗で敗れたが、レッド自身は勝利した第2戦でのプレイオフ・キャリアハイとなる40得点を含め、シリーズ全体で27.2得点と活躍した。
2006-07シーズンは、11月11日のユタ・ジャズ戦でキャリア初の50点越えとなる57得点を記録し、平均得点も前シーズンよりさらに伸ばし26.7得点だったが、故障により53試合の出場にとどまり、チームもプレイオフ出場を逃した。翌2007-08シーズンには22.7得点に留まり、キャリアで初めて成績を落とした。
その後も怪我による低迷が続き、2011年限りでバックスを退団。2011-12シーズンはフェニックス・サンズでプレーするも低迷し、2012-13シーズンはプレーすることができず、2013-14シーズン開幕直後の2013年11月6日に引退を表明。その後､ 古巣ミルウォーキー・バックスの本拠地BMOハリス・ブラッドリー・センターで、バックスの一員として引退式が執り行われた。

## アメリカ代表
2006年の世界選手権の代表候補に選ばれていたが、結婚したため辞退。翌2007年夏の北京オリンピック予選のアメリカ代表に選ばれ、チーム最多の29本の3Pシュートを成功させるなど、優勝に大きく貢献した。

## プレイスタイル
NBAを代表するスリーポイントシューターで、外角からのシュートは非常に正確。斧を振りかぶるような独特のシュートフォームだが、リリースが抜群に早いのが特徴。入りだしたら止まらなくなるタイプのシューターで、2015年1月23日まで1クォーターでの3Pシュート成功数のNBA記録を持っていた(8本)。またアウトサイドシュートだけでなく、ドライブインからの得点も可能で全盛期はリーグ屈指のスコアラーとされていた。

## 受賞歴
- オールNBAチーム  3rdチーム  (2003-04)
- NBAオールスターゲーム出場（2004年）